# Tenedos major
Tenedos major là một loài nhện trong họ Zodariidae.
Loài này thuộc chi Tenedos. Tenedos major được Eugen von Keyserling miêu tả năm 1891.